# Jacob Spori
Jacob Spori (ur. 26 marca 1847 w Oberwil im Simmental, zm. 27 września 1903 w Montpelier) – szwajcarski pedagog i misjonarz.

## Życiorys
Urodził się w szwajcarskim Oberwil im Simmental w kantonie Berno. W kraju ojczystym pracował w szkole, pełnił również kilka funkcji we władzach samorządowych. Wchodził także w skład synodu kościoła reformowanego. Już jako człowiek dorosły przeżył kryzys wewnętrzny; w 1877 został ochrzczony jako członek Kościoła Jezusa Chrystusa Świętych w Dniach Ostatnich. Krótko później (1879) wyemigrował do Stanów Zjednoczonych, osiedlając się w zdominowanym przez świętych w dniach ostatnich stanie Utah. Włączył się w działalność misyjną swej nowej wspólnoty religijnej, początkowo w Szwajcarii (1884), później w Imperium Osmańskim. W 1886 udał się do Palestyny, gdzie ochrzcił pierwszego nawróconego na mormonizm na tym świętym dla chrześcijaństwa obszarze, Johana Georga Graua. Posługiwał wówczas jako prezydent misji tureckiej Kościoła.
W 1888 powrócił do Stanów Zjednoczonych, po raz pierwszy zabierając ze sobą swoją szwajcarską rodzinę. Osiadł w Rexburgu w Idaho. Współtworzył szkołę średnią palika Bannock, został jej pierwszym dyrektorem (do 1891). Placówka ta, po rozmaitych przekształceniach, stała się jedną z kluczowych części mormońskiego systemu edukacyjnego, jako BYU-Idaho.
W pewnym momencie, pragnąc poprawić swą trudną sytuację finansową zrezygnował z nauczania i rozpoczął działalność gospodarczą. Stał za przekopaniem kanału, którym doprowadzono wodę do doliny rzeki Snake. Kanał ten nosi jego imię. Poliglota, biegle władał 9 językami, czytał w 13 językach. Zmarł w Montpelier w Idaho.